# Троицкий храм (Пожва)
Церковь Троицы Живоначальной в Пожве — приходская церковь Свято-Стефановского благочиния Кудымкарской епархии Пермской митрополии Русской православной церкви.

## История
Каменная церковь построена в 1847 году. Все три престола: главный — во имя Святой Троицы, южный — во имя святого благоверного князя Александра Невского и северный — во имя святого благоверного князя Всеволода Псковского, были освящены 12 сентября 1865 года. Церковь построена на средства владельца завода А. В. Всеволожского. На юго-западной колонне храма находится мраморная доска со словами: «Свято-Троицкий храм основан 14 сентября 1847 года светлой памяти боярином Александром Всеволодовичем Всеволожским, достроен 30 августа 1865 года. Помни, Господи, что слуги твои добрые и прощай дереву в жизни греха твоего; Нет никого безгрешнее, только Ты можешь дать мир тому, кто остался».
Каменной церкви предшествовала деревянная, построенная в 1785 году. 1 июня 1828 года эта церковь сгорела от удара молнии, а перед возведением новой церкви в кладбищенской церкви совершались богослужения.
Фасады церкви выполнены в классическом стиле; это один из немногих сохранившихся в регионе образцов культовой архитектуры середины XIX века.
С давних времен люди старались подбирать для строительства храмов красивые, светлые и открытые места. И заводчики Пожвинские, братья Всеволожские, решив основать новую церковь Святой Троицы, не ошиблись в своем выборе. Благодаря тому, что он был построен на высоком месте, даже после затопления части села и заводских площадей храм оставался украшением древней Пожвы. Его сверкающие купола и обновленные кресты видны издалека.
В конце 1930-х годов XX века храм закрыли, возобновили работу только после войны, в 1946 году. Сегодня масштабы храмы, высокие своды, росписи на стенах и сводах, бесконечное количество икон — все это создает необъяснимую атмосферу. Флигель собора был отделен глухой стеной для зимнего зала, чтобы зимой не топить все здание. Храм обслуживают администрация района, завод, помогают частные предприниматели, депутаты, прихожане.
В 2015 году храму исполнилось 150 лет.

## Духовенство
Настоятель храма — протоиерей Иоанн Безукладников